# Deficit ecologico
Il deficit ecologico, in biologia, geografia fisica e ecologia, indica l'eccesso di risorse consumate da parte di un ambiente naturale rispetto alla capacità di carico dello stesso, ovvero rispetto alla quantità di risorse che il sistema biologico è in grado autonomamente di procurare.
La passività di risorse rispetto alle capacità che il sistema ha di produrle, una condizione largamente riscontrata in molte realtà dei paesi occidentali, fornisce l'impronta ecologica, la quale indica la capacità che un ecosistema possiede di generare risorse e assorbire rifiuti.
Un ecosistema non in grado di assorbire rifiuti può subire irrimediabilmente dei danni tali a carico dei propri equilibri biologici, da causare la morte del sistema stesso e il raggiungimento dello stato di entropia, nel quale l'energia risulta completamente degradata.